# Погребной, Алексей Алексеевич
Алексей Алексеевич Погребной (укр. Олексій Олексійович Погрібний; 17 августа 1950, село Краснополь, Фрунзенский район, Одесская область, Украинская ССР — 25 мая 2011, Харьков, Украина) — украинский учёный-правовед, специалист в области
аргарного и экологического права. Доктор юридических наук (1993), профессор (1996), академик Национальной академии правовых наук Украины (2004).
Заведующий кафедрой аграрного, земельного и экологического права Одесской национальной юридической академии (1995/8 — 2003), проректор Одесского юридического института Харьковского национального университета внутренних дел (2003—2011), главный учёный секретарь Национальной академии правовых наук Украины (2007—2011)

## Научная деятельность
защитил кандидатскую диссертацию под научным руководством профессора И. Е. Середы.